# Sven Gavelin
Sven Olof Gavelin, född 31 januari 1909 i Solna församling, död 9 oktober 1991 i Bromma, Västerleds församling, Stockholm, var en svensk geolog och mineralog; son till Axel Gavelin och dotterson till Johannes Arbman.
Gavelin blev filosofie licentiat 1933 och disputerade för filosofie doktorsgraden vid Stockholms högskola 1939. Han blev docent i petrografi och malmgeologi vid nämnda högskola 1942 samt e.o. statsgeolog vid Sveriges geologiska undersökning (SGU) 1945. Han var professor i mineralogi och petrografi vid Stockholms högskola/universitet 1949–1974.
Gavelins skrifter behandlar främst mellersta och norra Sveriges berggrund, malmer och mineral. Han blev ledamot av Fysiografiska sällskapet i Lund 1960 och av Vetenskapsakademien 1964.
Sven Gavelin är begravd på Gamla kyrkogården i Vilhelmina.